# Павлув (гміна Сосне)
Павлув (пол. Pawłów) — село в Польщі, у гміні Сосне Островського повіту Великопольського воєводства.
Населення — 513 осіб (2011).

## Демографія
Демографічна структура станом на 31 березня 2011 року:
|          | Загалом | Допрацездатний вік | Працездатний вік | Постпрацездатний вік |
| -------- | ------- | ------------------ | ---------------- | -------------------- |
| Чоловіки | 264     | 59                 | 194              | 11                   |
| Жінки    | 249     | 59                 | 159              | 31                   |
| Разом    | 513     | 118                | 353              | 42                   |